# Stazione di Roma Smistamento
La stazione di Roma Smistamento (in precedenza stazione di smistamento Roma-Littorio) è una stazione di smistamento situata nella parte nord-est della città di Roma utilizzata come scalo merci e deposito dei convogli ferroviari. Nelle vicinanze è presente la stazione di Nuovo Salario.

## Storia
La prima concezione della stazione avviene nel 1931 nel piano regolatore dei servizi ferroviari della città di Roma ad opera di Marcello Piacentini. Negli anni successivi iniziano i lavori di realizzazione che vedono il 13 dicembre 1938 la visita ufficiale di Benito Mussolini.

Alle 11 del mattino del 19 luglio 1943 la stazione viene bombardata assieme al vicino Aeroporto del Littorio, durante il quale gli avieri e i ferrovieri presenti tentarono di rifugiarsi nel sottopassaggio che collegava lo scalo all'aeroporto passando sotto la Via Salaria e ove cadranno i ferrovieri Domenico Rosati, Ugo Lepore, Orlando Rossi, Valente Antonio di Daniele, Luciano Delle Fratte e Benedetto Tanzilli oltre a 40 avieri ai quali è stata dedicata una lapide ed un memoriale.

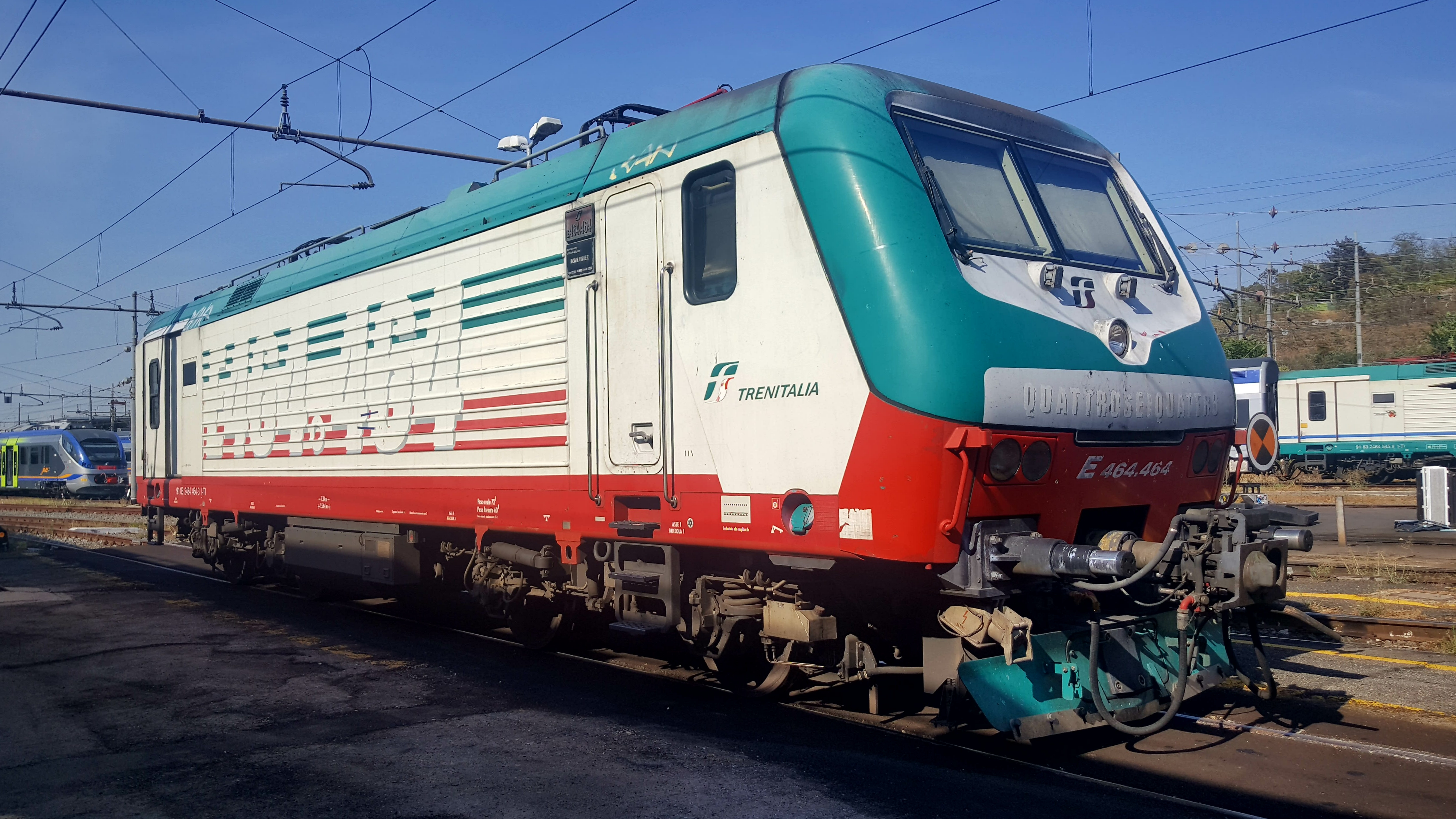
Locomotiva FS E.464 presso lo scalo
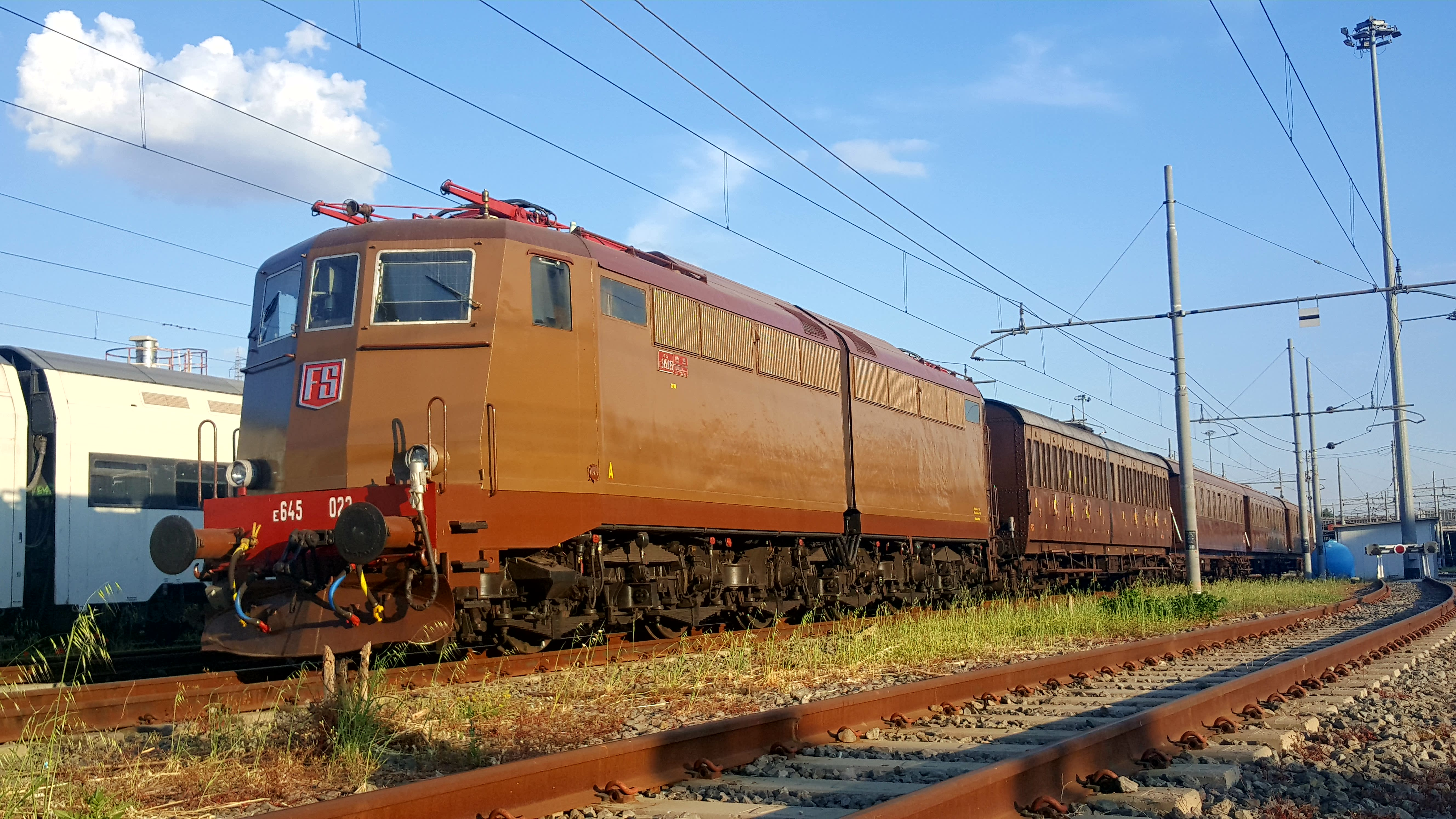
Locomotiva FS 645 presso lo scalo